# Medardo Ángel Silva
Medardo Ángel Silva Rodas (Guayaquil, 8 de junio de 1898-Guayaquil, 10 de junio de 1919) fue un escritor, poeta, músico y compositor ecuatoriano, considerándose el mayor representante del modernismo en la poesía ecuatoriana, perteneciente a la llamada Generación decapitada

## Biografía

### Primeros años
Medardo Ángel Silva nació en Guayaquil el 8 de junio de 1898, descendiente de una familia de músicos, su padre fue pianista y afinador de pianos, don Enrique Silva, su madre fue doña Mariana Rodas Moreira. Estudió la primaria en la Filantrópica e inició la secundaria a los 11 años en el Colegio Nacional Vicente Rocafuerte. Debido a distintas circunstancias abandona sus estudios y empieza a trabajar en imprentas, asimismo como profesor secundario. Vivió en la casa de sus padres junto a Ángela Carrión Vallejo, con quien tuvo a su única hija, María Mercedes Cleofé Silva Carrión.
Desde temprana edad escribe versos que envía a periódicos locales, sin embargo, tuvo que esperar algún tiempo para ver publicados sus escritos, fue en la revista literaria Juan Montalvo que tiene su primera aparición pública; en adelante su carrera sería imparable, se dio a conocer en los círculos literarios hasta merecer el respeto y la admiración de poetas, escritores, periodistas, entre otros, con los que mantenía amistad y correspondencia. La poesía no fue el único género literario que Medardo Ángel Silva desarrolló; fue cronista, narrador, editor, crítico, publicista y músico. Sobre esta última, recuerdan sus amigos que interpretaba magníficamente una pianola Playotone ubicada en una habitación del diario El Telégrafo donde trabajaba.

### Carrera literaria

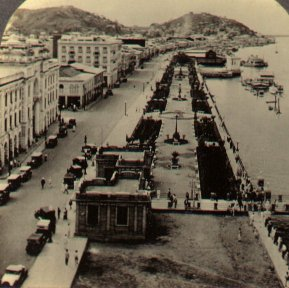
Guayaquil en 1920

Entre sus obras se encuentran El árbol del bien y del mal editada por él mismo, la novela 'María Jesús' publicada en el folletín de El Telégrafo, ensayos, crónicas de la ciudad de Guayaquil y distintas colaboraciones realizadas que se publicaron en revistas nacionales e internacionales como "La idea, Vida intelectual y Caricatura de Quito; Helios, La pluma, Variedades, Anarkos, Ciencias y letras, Melpómene, Juveniles, Ariel, La ilustración de Guayaquil"; 'Colónida' de Lima, 'Nosotros' de Buenos Aires, 'Cervantes' de Madrid, etc. También fue director de las revistas Ateneo, España, Patria y Renacimiento. Con quince años funda su propia revista llamada "El Mosquito".

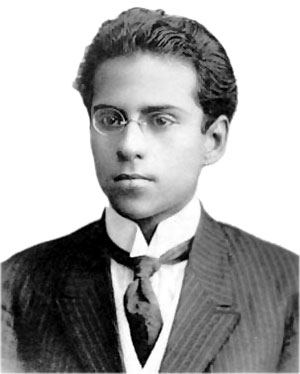
Medardo Ángel Silva

En 1919 pasa a ser redactor literario en el diario El Telégrafo, el de mayor circulación del país, allí prepara la sección "Los jueves literarios" y también su columna "Al pasar" bajo el pseudónimo Jean d'Agrève, nombre perteneciente al de una novela del Vizconde de Vogue (Niza, 1848-París, 1910), escritor que logró fama con esa obra, publicada en 1898. Para esa época Medardo Ángel Silva ya tenía experiencia suficiente como redactor literario, director encargado de revistas literarias, cronista; preparaba además la publicación de dos libros, uno con poemas y otro con ensayos.
Dos días después de cumplir los 21 años, el 10 de junio de 1919, el ya reconocido poeta toma la decisión fatal de acabar con su vida. Según las noticias de la época, va a visitar a la que en ese entonces era su ex-enamorada Rosa Amada Villegas y en su presencia se quita la vida. De lo acontecido aquella noche sabemos poco y es por eso que en el imaginario popular se han creado varias hipótesis sustentadas por aquel poema que el escritor dedicara a su amada y que se mantiene aún en la memoria del pueblo convertido en pasillo "El alma en los labios".

Él dijo que me amaba, tendría yo entonces entre 14 y 15 años, muy joven, escasa experiencia, fácilmente sugestionable. Fuimos enamorados corto tiempo; si yo lo hubiera amado realmente jamás habría sido feliz a su lado.
Testimonio de Rosa Amada Villegas

### Carrera periodística

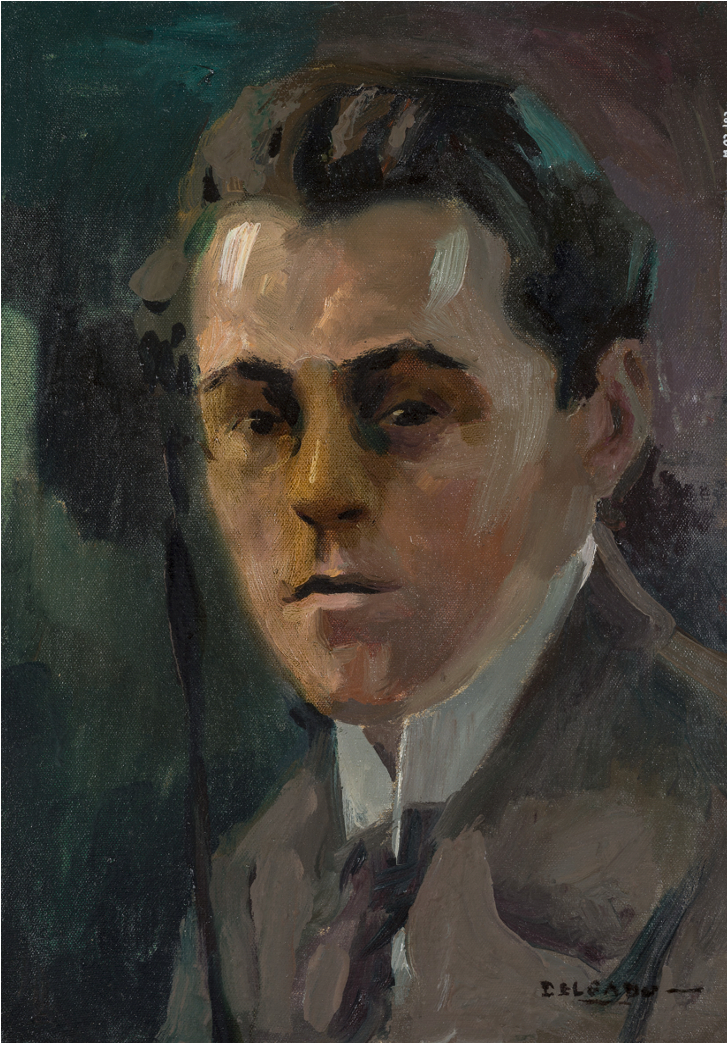
Retrato por Nicolás Delgado

Medardo Ángel Silva fue un importante cronista. Sobre todo de la noche guayaquileña, que describe en crónicas que publicó entre 1917 y 1919 en las revistas Ilustración, Patria y diario  El Telégrafo. Al igual que periodistas y escritores de entonces, Silva firmaba sus crónicas con seudónimo. El de él era Jean d’Agreve. En las crónicas La ciudad nocturna -diario El Telégrafo, abril de 1919- retrata al Guayaquil bohemio y marginal. Es cuando Silva confiesa que su vida recién comienza a medianoche:

Horas del prostíbulo y del garito colmado de carne lacerada y almas feas; horas del puñal asesino y la serenata...
Testimonio de Silva sobre su trabajo

Casas sucias y estrechas, escenario de La tristeza del burdel, donde describe con realismo a las prostitutas de la calle Machala: 

Esas hembras ignorantes, de mejillas chupadas en que el colorete pone la ironía de una rosa en los pómulos de una calavera: y sus cuerpos flácidos que magulló el vicio; y los cabellos apelmazados por las grasas olorosas; y los vestidos de colores chillones y elegancia cursi, provocativas y canallas, exhalando un tufo a olores baratos...
Silva sobre su experiencia en el burdel

En la actualidad pervive ese ambiente callejero de mujeres de sexo tarifado bajo portales de las casas de citas. Silva también describe escenarios donde se afincaba el vicio en Fumadero de opio. Esos antros estaban ubicados en Escobedo, la calle maldita de esa época: 

Sobre las esteras, poco a poco se van percibiendo los cuerpos tendidos. Hay hasta nueve fumadores. El olor del veneno satura la pieza.
Silva sobre los fumadores

Fernando Checa Montúfar, autor del diario Extra: las marcas de la infamia. Aproximaciones de la prensa sensacionalista, opina que en estas crónicas de Medardo Ángel Silva aparece “ese lado grotesco y abyecto de la ciudad, el lado del vicio y de las bajas pasiones”. Obviamente en otras resalta la cara más visible de Guayaquil y su gente: el heladero ambulante, el parque Bolívar –Seminario–, donde añora a su primera novia, la que le escribía cartas de amor copiabas de El secretario de los amantes. Silva, casi todas las noches, frecuentaba el parque. Se reunía con un grupo de bohemios, según Raúl Chávez González en El Universo del 6 de noviembre de 1950.

## Muerte

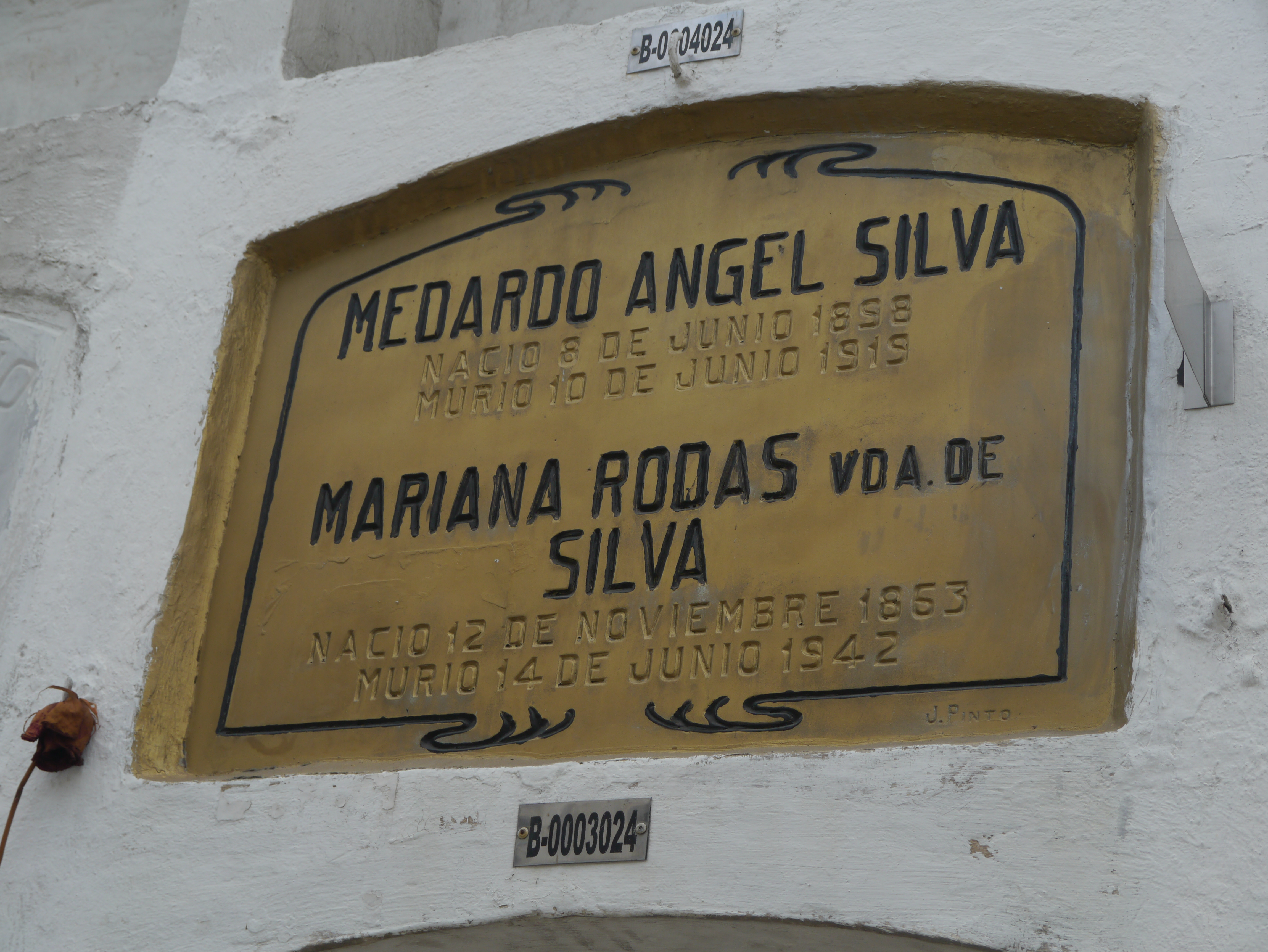
Tumba de Silva, compartida con su madre.

Es imposible olvidar al poeta que se enamoró de Rosa Amada Villegas, de 14 años, que vivía en El Morro 704 entre Bolívar y Quisquís. Pero Silva tuvo otro amor: Ángela Carrión Vallejo, muchacha a quien su madre, Mariana Rodas, acogió a pedido de unas monjas. Viviendo bajo el mismo techo –en 1919– nació María Mercedes Silva Carrión, única hija del vate, quien murió el 9 de agosto de 1981.
La trágica muerte del poeta, en cambio, ocurrió el 10 de junio de 1919, dos días después de cumplir 21 años. Ese día fatal, por la tarde, vistió traje negro, zapatos de charol, bastón, corbata de seda negra y fue a casa de su Rosa Amada Villegas. Allí se suicidó de un disparo en la cabeza. En el parque San Agustín, cerca al sitio de su muerte, está el monumento en su memoria. En el Cementerio General –ingresando por la puerta dos–, Silva duerme en su tumba que luce olvidada, acompañado de restos mortales de su madre.
Nadie olvida El alma en los labios, que según la leyenda escribió a pocos días de suicidarse, a mano y con tinta roja. Los versos que dedicó a Rosa Amada Villegas son cantados como pasillo:
Cuando de nuestro amor, la llama apasionada,
dentro tu pecho amante, contemples ya extinguida;
ya que solo por ti la vida me es amada,
el día en que me faltes, me arrancaré la vida.
Siendo Rosa Villegas el centro de atención después del suicidio del poeta guayaquileño Medardo Ángel Silva; acosada por vecinos, amigos y medios de comunicación para conocer la verdad, aparece el testimonio de la mujer que despertó un amor desbordante en aquellos años frágiles del poeta suicida.

El dijo que me amaba, tendría yo entonces entre 14 y 15 años, muy joven, escasa experiencia, fácilmente sugestionable. Fuimos enamorados corto tiempo; si yo lo hubiera amado realmente jamás habría sido feliz a su lado… Decidí terminar tales relaciones. Él insistió muchas veces en reanudar aquello. Me lesiona tratar (el asunto de El alma en los labios) esa letra me la envió después de haber terminado nuestro enamoramiento, él insistió constantemente; era un manuscrito en tinta roja.
Rosa Villegas

En la reconstrucción de la escena del suicidio, Adolfo Simmonds revela el propio testimonio del poeta guayaquileño. Se asegura que a las 08h30 de la noche del 10 de junio de 1919, Medardo Ángel Silva llegó algo trastornado a la casa de Amada Villegas. Se afirma que minutos antes había vaciado el revólver en su casa y le había puesto una sola cápsula. La forma como se presenta la escena del crimen, demuestra la preparación consciente del hecho que iba a suceder. Dice textualmente Adolfo Simmons lo siguiente:

Después de unos minutos de charla con la chiquilla y con la madre, pidió permiso a la señora para hablar a solas con Rosa Amada. En la sala, él le indicó dónde debía sentarse, les esperaba una poltrona. Silva le dijo cuatro veces “acércate más y atiéndeme cinco minutos” y como era la cuarta insistencia y cuando ella se disponía a acercarse se oyó una detonación. El poeta había muerto”. Más allá del suicidio del poeta guayaquileño, de los acontecimientos previos a su muerte, lo que realmente merece ser analizado es la capacidad creativa de este escritor, dueño de una sensibilidad, tejida dentro de los esquemas del romanticismo y con un acercamiento a los caudales que venían de norte a sur, con la marcada influencia de Rubén Darío. Hoy nos queda “Alma en los labios” en la entonación de un pasillo que todavía lo cantan los jóvenes en momentos de nostalgia.
Adolfo Simmonds

## Escritos

### La generación decapitada

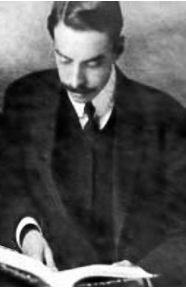
Arturo Borja

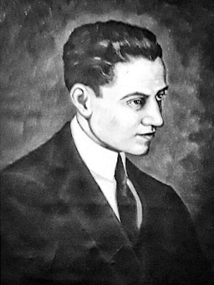
Humberto Fierro

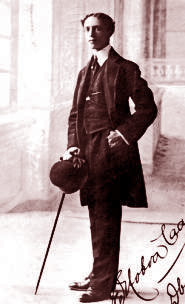
Ernesto Noboa y Caamaño

Envió sus primeros poemas al periódico local El Telégrafo, pero fueron rechazados debido a su corta edad. La obra de Silva se contiene en dos volúmenes: El árbol del bien y del mal, que él mismo editó en 1917, y Poesías  escogidas, una selección que Gonzalo Zaldumbide publicó en 1926. Estuvo, con sus compañeros de generación —Arturo Borja, Humberto Fierro, Ernesto Noboa y Caamaño— bajo la influencia directa de los simbolistas franceses, especialmente de Paul Verlaine y Charles Baudelaire. Era un adolescente cuando escribió "Libro de Amor", "Las Voces Inefables", "Estancias", "Estampas Románticas". Es también autor de prosas poéticas y de una pequeña novela titulada María Jesús. Fue apodado "el niño suicida".
A inicios del siglo XX, en el Ecuador se da una “Apasionada irrupción lírica”. Influenciados por los simbolistas Europeos, los modernistas americanos, quizás también por las manifestaciones parnasianas de los ecuatorianos César Borja (1852-1910) y Francisco Fálquez Ampuero (1874-1947); surge una nueva generación de escritores. Los modernistas ecuatorianos nacen en una época convulsionada y de cambios sociales, el Liberalismo en especial sería de gran importancia para explicar el comportamiento de esta generación.
Tardíamente -dicen algunos- mientras en América el auge modernista llegaba a su fin, en el Ecuador los frutos de este movimiento nos traían las poesías de Arturo Borja (1892-1912), Ernesto Noboa y Caamaño (1892-1927), Humberto Fierro (1890 - 1928) y Medardo Ángel Silva (1898-1919). “Es una generación que canta al desaliento y a la derrota…” “Su poesía significa un enriquecimiento de ritmos y música, un refinamiento estetizante casi decadente y van hundiéndose irremediablemente en cansancio, nostalgias y hastío”. Bautizados como “Generación Decapitada” por el escritor Raúl Andrade, los modernistas ecuatorianos «aludiendo simbólicamente al hecho criminal de su autovictimación consciente a través de las lecturas exóticas, la bohemia y los estupefacientes que les fue pasión caracterizante en la corta existencia que llevaron» se han convertido sin duda en el movimiento más destacado de la literatura ecuatoriana.
No se sabe a ciencia cierta si es que realmente Silva fue amigo cercano del resto de integrantes de la llamada Generación decapitada: los poetas quiteños, Arturo Borja y Humberto Fierro y el guayaquileño Ernesto Noboa y Caamaño; aunque se sabe que al menos compartía una relación de correspondencia con algunos de ellos. Cabe recalcar que Silva era el único del grupo de baja posición económica, perteneciendo los otros a las élites capitalinas. Mucho se ha discutido también acerca del carácter modernista de Silva. Su obra está llena de evocaciones a signos modernistas que llegaron tardíamente a Ecuador, pero a pesar de ello se conjuga con rezagos del romanticismo, lo cual no es una dicotomía sino una visión muy particular del arte de Silva, Fierro, Noboa y Borja. Su poesía está llena también de imágenes melancólicas y de constantes llamados a la Muerte. Aparecen así mismo varios reproches a la Vida, la cual Silva sentía que lo miraba "como una reina ofendida". Otro carácter recurrente en su poesía es el tedio inacabable y un sufrimiento que se manifiesta sin motivo alguno.

### Lista de publicaciones
Escribió bajo los seudónimos de "Jean D'Agreve" y "Oscar René", que adoptó en 1915. De sus obras solamente se publicaron María Jesús y El árbol del bien y del mal; el resto quedaron inéditas.
Sus obras más destacadas y conocidas son:
- El árbol del bien y del mal (poesías, 1918)
- María Jesús (novela, 1919)
- La máscara irónica (ensayos)
- Trompetas de oro (poesía)

En el 2004, el Proyecto de Rescate Editorial de la Biblioteca Municipal de Guayaquil publicó sus “Obras Completas”, en una colección de lujo propiciada por el alcalde de la Ciudad, Ab. Jaime Nebot Saadi, cuyo primer ejemplar fue entregado a su nieto, René Colón Quevedo Silva.

## Legado y memoria

### Cultura popular

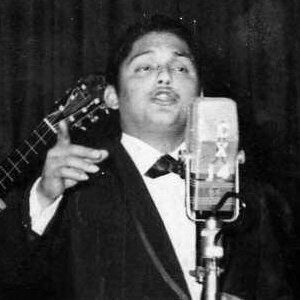
Julio Jaramillo quien interpretaría uno de sus poemas

Sus poemas fueron transformados en canciones años posteriores a su muerte, siendo la más reconocida El alma en los labios, popularizada por el cantante Julio Jaramillo. 'Medardo' la película, apareció en el año 2015, está inspirada en la breve pero intensa vida del poeta ecuatoriano Medardo Ángel Silva, esta película revela detalles íntimos de uno de los escritores guayaquileños más importantes del siglo XIX: su poesía apasionada y profunda, su fuerte atracción hacia la muerte, su amor imposible por una joven de 15 años y su continuo conflicto con una sociedad hipócrita y conservadora. Fue escrita por Julio Ortega y dirigida por Nitsy Grau. La película está ambientada a comienzos del siglo XX y permite conocer más a fondo aspectos del guayaquileño. En el filme participaron actores nacionales e internacionales, contando a Lupita Ferrer. Basada en hechos reales, filmada en la ciudad de Guayaquil y alrededores, Medardo es otra muestra del talento ecuatoriano, que brinda al mundo la oportunidad de conocer más sobre la vida y obra de este importante personaje.

### Homenajes de la ciudad

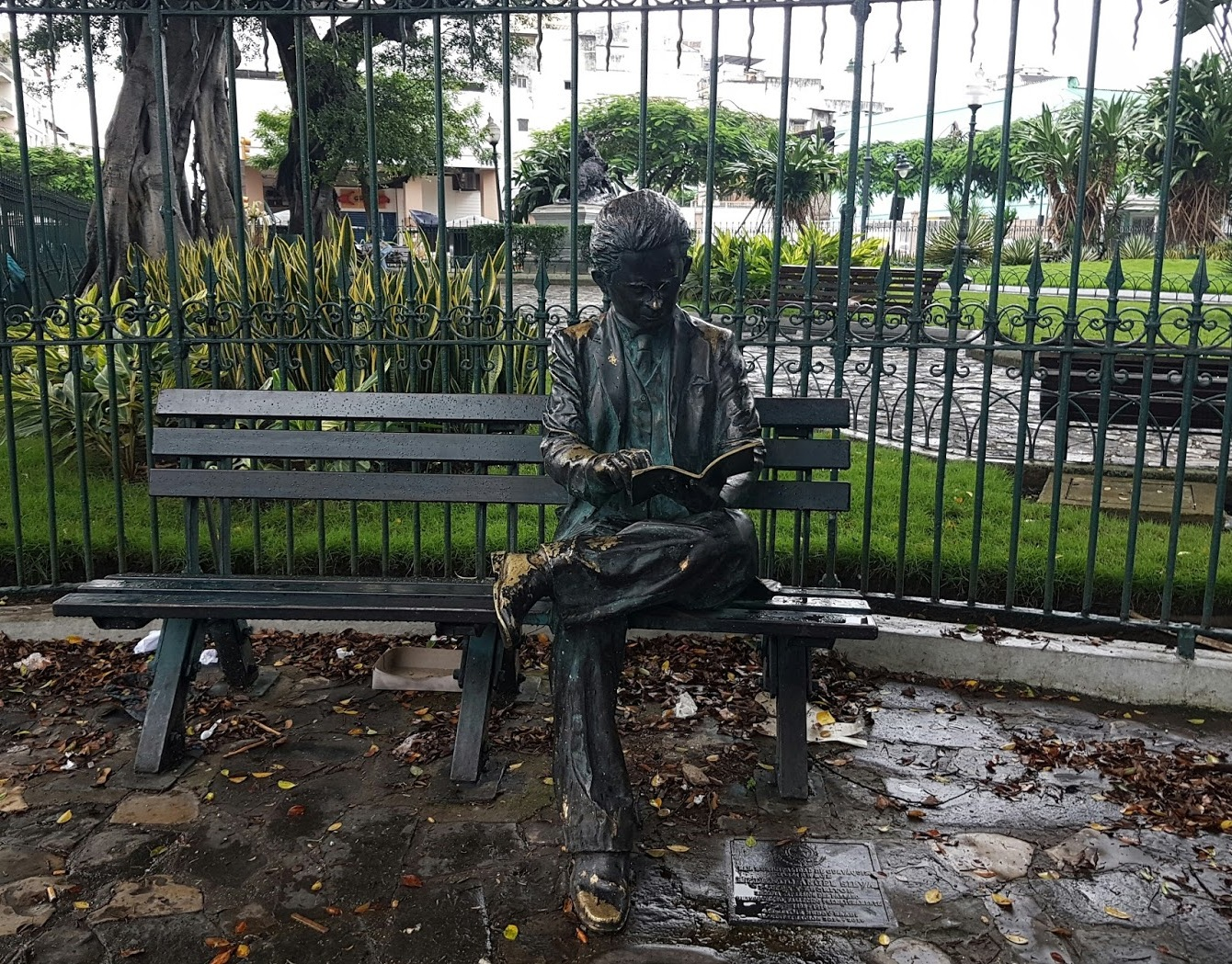
La escultura de Medardo Ángel Silva está ubicada la ciudad de Guayaquil.

El monumento a Medardo Ángel Silva hecho por la escultora Ángela Name de Miranda, es en honor al escritor, poeta, músico y compositor guayaquileño, que fue un referente literario del movimiento modernista latinoamericano, por sus creaciones en poesía y prosa, que junto a su generación renovó las letras ecuatorianas en estilo y contenido; y en la que se manifiesta una marcada melancolía, conocida como “la angustia de vivir” que tiene a la muerte como motivo presente en su obra. La escultura del poeta guayaquileño Medardo Ángel Silva se encuentra en el exterior del Parque Seminario, en la calle Chile. Se ha convertido en un gran atractivo, ya que las personas pueden tomarse fotos junto al escritor, quien yace sentado en una banca de bronce, leyendo un libro. En el 2004, el Proyecto de Rescate Editorial de la Biblioteca Municipal de Guayaquil publicó sus “Obras Completas”, en una colección de lujo propiciada por el alcalde de la Ciudad, Ab. Jaime Nebot Saadi, cuyo primer ejemplar fue entregado a su nieto el jurista guayaquileño René Colón Quevedo Silva.
Las Obras completas de Medardo Ángel Silva tiene 779 páginas, la múltiple creación del poeta guayaquileño. Abarca desde los primeros poemas del poeta niño (1914-1916) El árbol del bien y del mal, Trompetas de oro, Poesías escogidas (1914-1919) y rescata de los periódicos y revistas de la época las composiciones dispersas. Luego, se detiene en la prosa poética y en la narrativa. Da a la estampa la novela campesina María Jesús, los cuentos y las crónicas de Silva. Entre ellos, que reproducen como fotografías a color la cultura y la sensibilidad de su tiempo, se distinguen los comentarios acerca de los libros y de los poetas modernistas de su tiempo.

Un poeta de paradojas. Uno que vive en la penuria, pero que es visto por sus vecinos como un dandy. Uno que lleva siempre consigo un par de balas como amuleto...
Luis Carlos Mussó

Sobre el trágico fin de su vida y la expresión de la muerte en su poesía expresan un envejecimiento acelerado por una melancolía prematura:

Por eso es turbador imaginar su figura de niño: una lectura atenta de sus primeros poemas conmueve al percatarse de que, en ellos, la voz lírica aparece signada por una especie de envejecimiento acelerado, una desdicha prematura y una obsesiva convocatoria a la muerte.
Fernando Balseca